# Meja
Meja, pseudonimo di Anna Pernilla Torndahl (Nynäshamn, 12 febbraio 1969), è una cantante svedese.

## Biografia
Nata in un comune vicino a Stoccolma, è stata influenzata da artisti come Ray Charles e Stevie Wonder. Nel 1992 si avvia nella carriera musica col progetto dance Legacy of Sound, che ha scalato le classifiche nordamericane col brano Happy. Nel 1996 pubblica il suo primo album solista. Insieme a lei collaborano Lasse Karlsson, suo manager, e il produttore Douglas Carr. L'artista ottiene grande successo in Giappone, dove si esibisce nel 1997.
Il successo prosegue con Seven Sisters, contenente il singolo All 'bout the Money, e con altri album nei primi anni 2000. Ha duettato con Ricky Martin nel brano Private Emotion (2000). Un altro suo brano conosciuto è How Crazy Are You?, inserito nella musica del videogioco Dead or Alive Xtreme Beach Volleyball.

## Discografia

### Album con Legacy of Sound
- 1993 - Holy Groove
- 1994 - Tour de Force

### Album solista
- 1996 - Meja
- 1997 - Live in Japan - The Flower Girl Jam
- 1998 - Seven Sisters
- 2000 - Realitales
- 2002 - My Best
- 2004 - Mellow
- 2005 - The Nu Essential
- 2009 - Urban Gypsy
- 2010 - AniMeja
- 2010 - Original Album Collection